# Унур-Киясово
Унур-Киясово — деревня в Киясовском районе Удмуртской Республики России.

## География
Деревня находится в южной части республики, в зоне хвойно-широколиственных лесов, в пределах Сарапульской возвышенности, на расстоянии примерно 10 километров (по прямой) к юго-западу от села Киясова, административного центра района. Абсолютная высота — 103 метра над уровнем моря.

### Климат
Климат характеризуется как умеренно континентальный, с продолжительной холодной малоснежной зимой и относительно тёплым летом. Среднегодовая температура воздуха — 2,3 °С. Средняя температура воздуха самого тёплого месяца (июля) — 18,9 °C (абсолютный максимум — 38 °C); самого холодного (января) — −14,3 °C (абсолютный минимум — −48 °C). Период активной вегетации длится 130—135 дней. Среднегодовое количество атмосферных осадков составляет 500—600 мм, из которых 371 мм выпадает в период с апреля по октябрь. Снежный покров держится в течение 160—165 дней.

### Часовой пояс
Деревня Унур-Киясово, как и вся Удмуртская Республика, находится в часовой зоне МСК+1. Смещение применяемого времени относительно UTC составляет +4:00.

## Население
| 2010 | 2012 |
| ---- | ---- |
| 76   | ↗77  |

### Национальный состав
Согласно результатам переписи 2002 года, в национальной структуре населения марийцы составляли 79 % из 87 чел.